# Bilram
Bilram é uma cidade e uma nagar panchayat no distrito de Etah, no estado indiano de Uttar Pradesh.

## Demografia
Segundo o censo de 2001, Bilram tinha uma população de 12,119 habitantes. Os indivíduos do sexo masculino constituem 54% da população e os do sexo feminino 46%. Bilram tem uma taxa de literacia de 29%, inferior à média nacional de 59.5%; a literacia no sexo masculino é de 37% e no sexo feminino é de 20%. 18% da população está abaixo dos 6 anos de idade.